# Hübenthal (Witzenhausen)

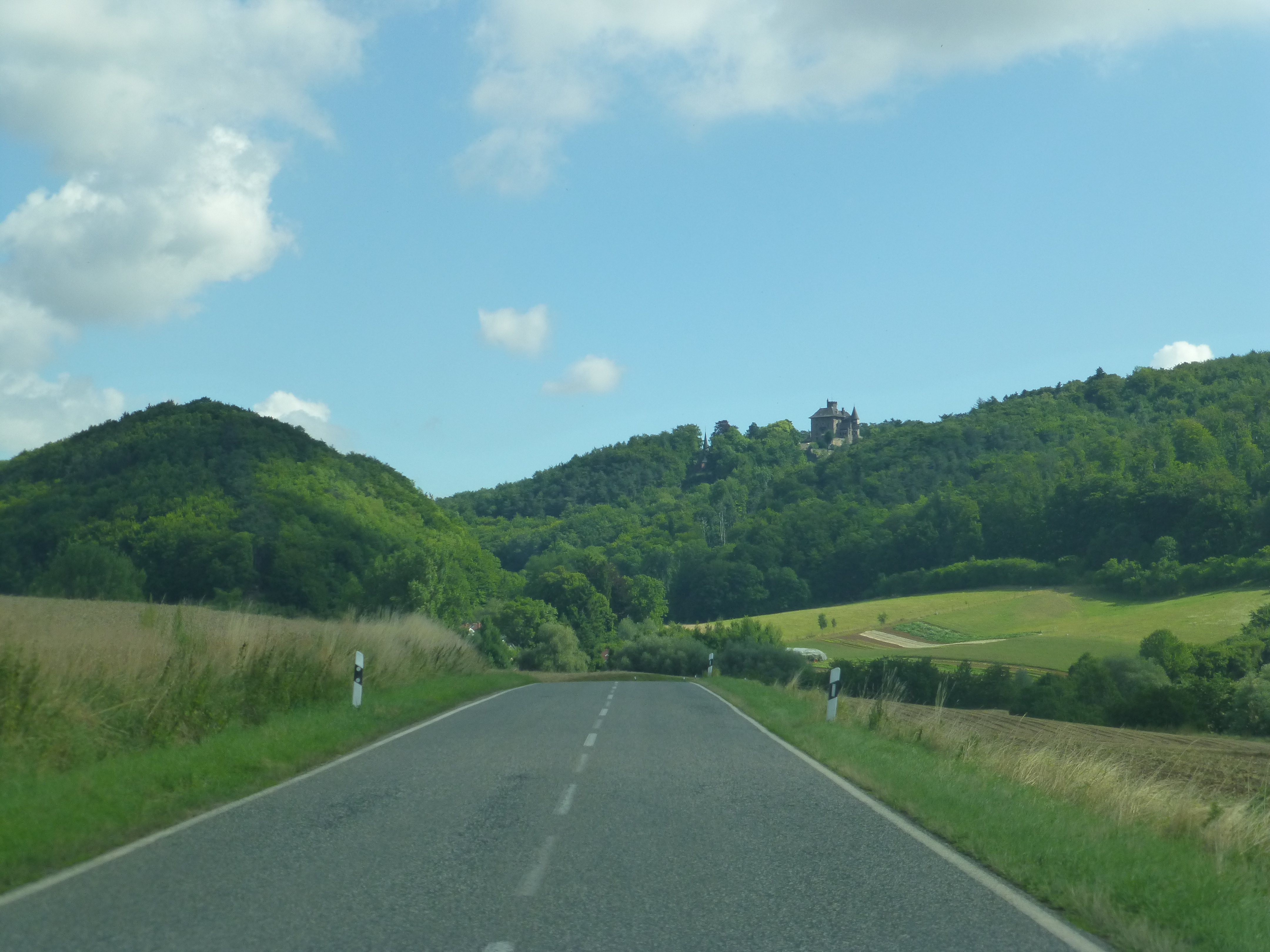
Blick von der L 3238 am Dorfausgang von Gertenbach über das Hübenthal zum Schloss Berlepsch

Hübenthal ist eine Gehöftgruppe des Ortsteils Berlepsch-Ellerode-Hübenthal von Witzenhausen im Werra-Meißner-Kreis, Nordhessen, und liegt direkt an der Grenze zu Niedersachsen.

## Geographische Lage
Hübenthal liegt ungefähr vier Kilometer nordwestlich der Kernstadt Witzenhausen in der Nähe des Dreiländerecks Hessen–Thüringen–Niedersachsen. Es befindet sich im Tal des Hübenbaches, einem rechtsseitigen Nebenarm der Werra, unterhalb des Großen Hübenberges (ca. 300 m) in den westlichen Ausläufern des Sandwaldes. Nordöstlich auf einer Bergkuppe erhebt sich das Schloss Berlepsch. 
Über die in etwa 2 km Entfernung vorbeiführenden Bundesstraße 80 (Hann. Münden–Heiligenstadt) ist der kleine Ort über die Landesstraße L 3238/565 an das übergeordnete Straßennetz angebunden. Im etwa 4 km entfernten Hedemünden besteht Anschluss an die Bundesautobahn 7. Die nächsten Bahnstationen der Halle-Kasseler Eisenbahn befinden sich in Witzenhausen-Gertenbach und Hedemünden.

## Geschichte

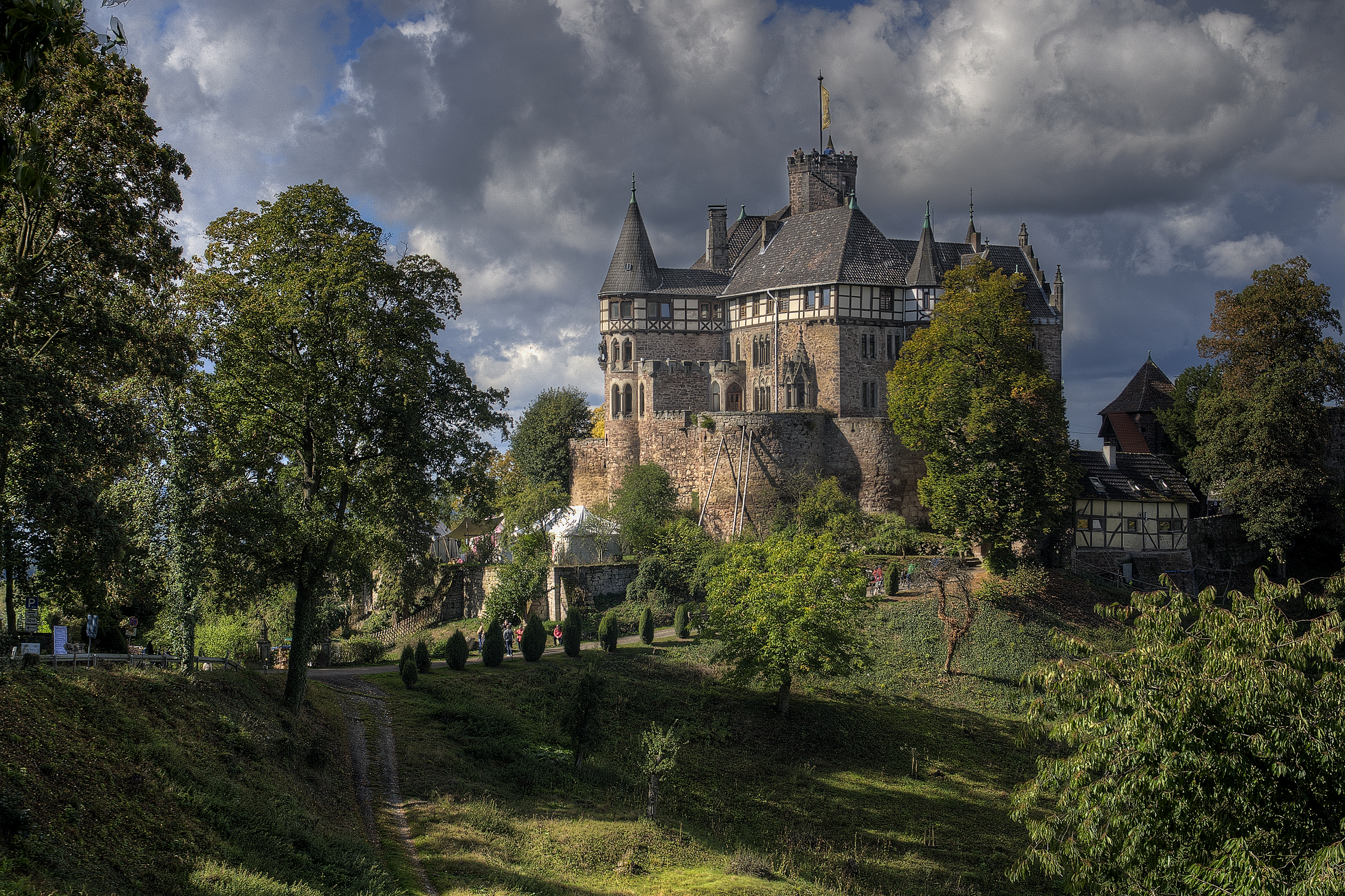
Schloss Berlepsch

Der Ort Hübenthal gehört zu den ältesten Siedlungen des Werratals. Er wird in einer Kaiserurkunde des Jahres 1032 als „Hufinadah“ (germanisch: Tal, wo die Hufe lagen) erstmals erwähnt.
Im Jahre 1369 wurde die Familie von Berlepsch durch den Landgrafen Heinrich II. von Hessen mit Hübenthal belehnt. Seit dieser Zeit steht Hübenthal mit dem Schloss Berlepsch in fast ununterbrochenem Besitz derer von Berlepsch, die von Hessen als Grenzwächter gegen Braunschweig–Göttingen eingesetzt waren.

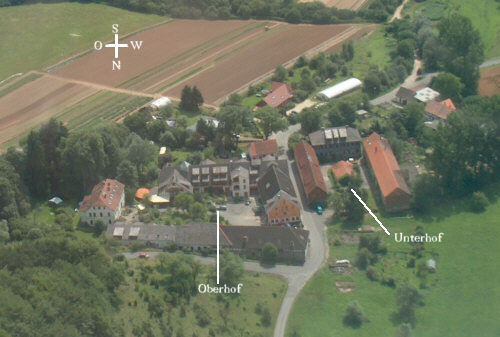
Oberhof und Unterhof in Hübenthal

Im 15. Jahrhundert teilte sich die Familie in zwei Linien, die zu Berlepsch und die zu Hübenthal, und auch sämtliche Liegenschaften wurden geteilt. Im 16. Jahrhundert entstanden demgemäß zwei Höfe, der „Oberhof“, der zu Berlepsch gehörte, und der „Unterhof“, den die Hübenthaler Linie innehatte. Auf dem Unterhof schuf sich die Linie zu Hübenthal ein eigenes burgartiges Herrenhaus, von dem heute noch massive Wände, Tore und Kellergewölbe vorhanden sind. Auch zwei Mühlen am Hübenbach entstanden, sodass die ganze Siedlung wohl einem Dorfe glich. Die „festen Häuser“ dienten den Einwohnern in Kriegszeiten als Zufluchtsstätte.
Im Dreißigjährigen Krieg brannte Hübenthal mehrere Male nieder. Die Gutsgebäude wurden zwar nach und nach wieder errichtet, aber von einem Dorf Hübenthal ist von nun an nicht mehr die Rede.
Im 17. und 18. Jahrhundert wurde die Verpachtung der Güter üblich. Im 19. Jahrhundert erlosch die Hübenthaler Linie, und Karl von Berlepsch von der Schlosslinie erwarb auch den „Unterhof“ im Lehnserbgang. 1888 wurde Adolf Funke Pächter. Als seine Pachtzeit im Jahre 1906 ablief, schloss Graf Hans von Berlepsch, der bekannte Ornithologe, mit ihm einen neuen Pachtvertrag über weitere 18 Jahre.
In dieser Zeit begann in Hübenthal der Zuckerrübenanbau. Im Jahr 1916 trat Adolf Funke seine Pacht an Friedrich Selhausen ab, der das Gut bis zum Februar 1934 in Pacht hatte. Von diesem übernahm es Karl Graf von Berlepsch, der Sohn des Ornithologen. Dessen Großvater Karl von Berlepsch hatte 1859 ein Familienfideikommiss begründet, dem auch Hübenthal einverleibt wurde. Das Fideikommiss wurde 1931 vom gleichnamigen Enkel aufgelöst, der stattdessen das „Graf von Berlepsche Waldgut“ begründete, dem u. a. das Rittergut Hübenthal als Bestandteil zugelegt wurde. Er machte seinen ältesten Sohn Hans-Sittich Freiherr von Berlepsch zum grundbuchmäßigen Eigentümer des Waldes.
Nach dem Zweiten Weltkrieg wurde das Schloss Berlepsch von Hubertus von Berlepsch in ein Hotel mit Restaurant umgestaltet. 1980 musste beides geschlossen werden, weil Hans-Sittich Graf von Berlepsch auf dem Schloss das Sannyasinzentrum Arvind für die Anhänger von Bhagwan gründete. Das Sannyasinzentrum wurde bereits 1982 aufgelöst. In den folgenden Jahren mieteten die Bhagwananhänger als Lebensgemeinschaft Wohnungen in dem Rittergut Hübenthal, das der Familie Berlepsch gehörte. Die Bhagwananhänger sorgten für den Umbau und die Restaurierung der ehemaligen Stallgebäude und Scheunen. Sie gründeten den Mandir-Verein, der im Jahr 2005 den zwölfeckigen mit Marmor ausgekleideten Meditationsraum ankaufte. 35 Mitglieder der Bhagwananhänger gründeten am 31. Oktober 2007 die Genossenschaft Parimal Gut Hübenthal e.G., die am 17. Juni 2008 die 1. Etage des Grünen Hauses ankaufte. Neben der Küche und dem Speiseraum entstanden hier der Gemeinschaftsraum Sangha und Wohnraum. Im Jahr 2014 zählt die Genossenschaft bereits über 90 Mitglieder. Die restlichen Gebäude werden inzwischen in einer Mischung von Wohnen und Gewerbe genutzt.
Am 1. Januar 1974 wurde die Gemeinde Berlepsch-Ellerode in die Stadt Witzenhausen eingegliedert.